# Regnbågshinna

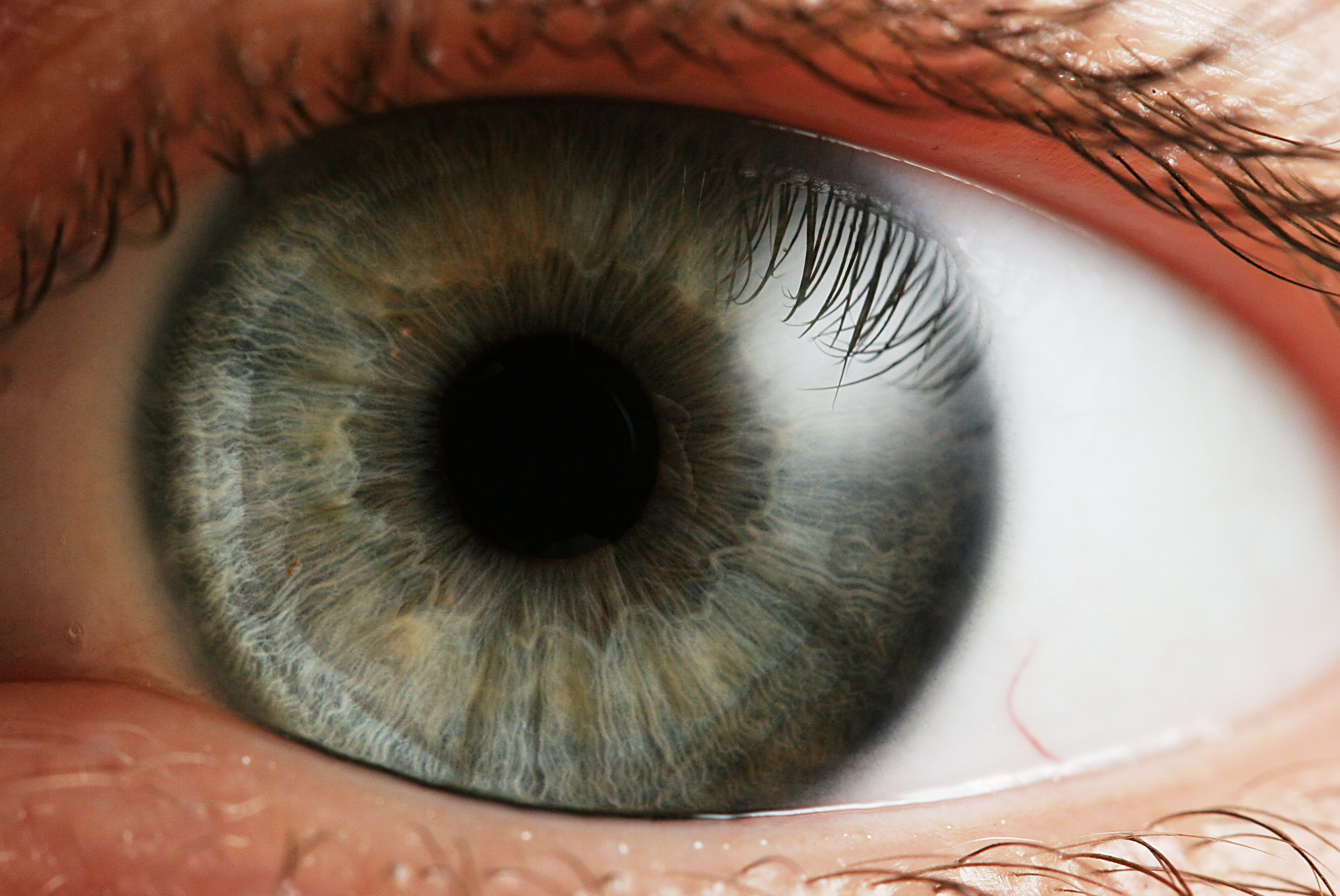
Regnbågshinnan hos människan är här den blågröna delen i bilden. De andra synliga strukturerna är pupillen i centrum, den främre delen av senhinnan som kallas ögonvitan och som omger iris samt den ovanliggande hornhinnan, som är genomskinlig.

Regnbågshinna eller iris är en tunn, cirkulär, färgad vävnad i ögat som styr mängden ljus som når näthinnan.

## Anatomi
Iris ligger runtom, och bakom pupillen och består av ett främre pigmenterat fibrovaskulärt skikt som kallas stroma fullt med mycket tunna blodkärl, och bakom denna finns pigmenterade epitelceller. Iris påverkas av en radiärmuskel och en ringmuskel. När ljusintensiteten är låg vidgas pupillen genom att radiärmuskeln stimuleras, och när ljusintensiteten är hög drar pupillen ihop sig genom att ringmuskeln stimuleras. Stimuleringen av dessa muskler styrs av reflexer.

## Ögonfärg hos människan
Huvudartikel: Ögonfärg hos människan
Färgen på människans regnbågshinna bestäms av pigmentet melanin. Detta pigment ger även färg till hy och hår.
De som har en hög koncentration av melanin har mörkare ögonfärg, det vill säga mer åt det bruna hållet. Om koncentrationen melanin är relativt låg är ögonfärgen ljusare, det vill säga mer åt det blå hållet.
Det finns bara tre färger i melaninet som ger upphov till alla olika nyanser, och det är de olika mängderna tillsammans som bestämmer slutfärgen.
De vanliga ögonfärgerna är blå, brun, grön eller gråmelerad där det senare är en blandning av de tre föregående färgerna. Hos de som lider av albinism så producerar inte kroppen pigmentet melanin. För regnbågshinnan betyder detta att den inte färgas av melaninet och kommer istället att färgas av blodet genom ådrorna bakom irisen, och ögat kan därför se ut att ha en röd nyans. I vissa fall ses färgen som violett istället för röd. Personer som har en speciell nyans av blå ögon kan under speciella ljusförhållanden även de se ut att ha violetta ögon.

### Olikfärgade ögon (heterokromi)

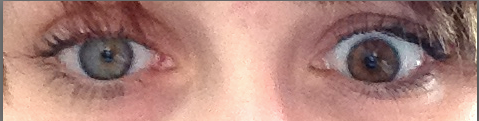
Fullständig heterokromi.

Heterokromi är ett ovanligt tillstånd där en person har olika färg på ögonen. Det finns tre olika typer av heterokromi. Fullständig heterokromi vilket innebär att ögonen är helt olikfärgade, till exempel ett blått och ett brunt öga. Partiell heterokromi vilket innebär att det finns två färger i ett öga, alltså ett öga har delvis en annan färg. Central eller sektoriell heterokromi vilket innebär att själva iris består av mer än en färg. Ett exempel är att man kan ha ett blått öga med en gulfärgad ring runt pupillen.
Heterokromi kan inträffa när det antingen finns överskott eller underskott av melanin. Det kan ske av olika skäl, bland annat av mutation före eller i fosterstadiet, genom att ögat skadas eller att man drabbas av en sjukdom som leder till heterokromi. Tillståndet behöver alltså inte vara ett tecken på att det finns något bakomliggande sjukdomssymtom.

## Ögonfärg hos fåglar

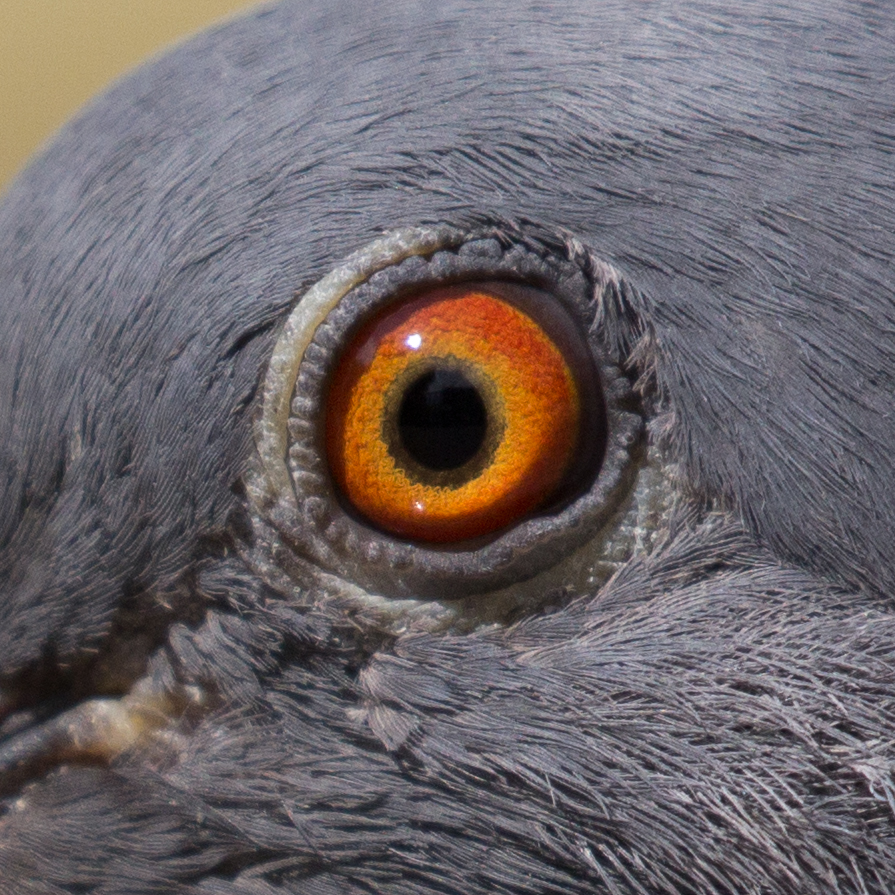
Den orangeröda regnbågshinnan hos en stadsduva.

Färgen på fåglarnas regnbågshinna beror inte bara på pigment utan även på exempelvis ljusdiffraktion, och färgen kan variera från mörkbrunt och gult till rött, blått och grönt men även vara silver- och guldskimrande. Hos vissa arter, exempelvis hos stäpphöken skiljer sig könens ögonfärg åt och exempelvis har starhonan en gul ring runt iris vilket skiljer henne från hanen. Hos många arter förändras ögonfärgen med ålder, som hos duvhöken där ungfåglarnas iris är klargul och adulta fåglar har röd. Att ögonfärgen förändras med ålder förekommer hos en mängd fågelfamiljer som lommar, doppingar, änder, hökartade rovfåglar, fälthöns, trutar, alkor, hackspettar, härmtrastar, vireor och trupialer.

## Sjukdomar
Regnbågshinnan kan drabbas av regnbågshinneinflammation, så kallad irit vilken kan vara akut eller kronisk. Akut irit drabbar oftast bara ett öga. Symtomen är att ögat kan bli rött och/eller ljuskänsligt och man kan känna en dov smärta. Kronisk irit drabbar vanligtvis båda ögonen. Symtomen är att ögonen blir röda, men man känner ingen smärta. Istället kan man märka av att synen blir långsamt sämre. 
Iridektomi är en kirurgisk operation som innebär att ett stycke av iris tas bort. Detta utförs exempelvis när man ska sätta in en konstgjord pupill, eller för att sänka trycket inne i ögongloben. Ingreppet var tidigare vanligt vid exempelvis glaukom (grön starr) eller melanom. 